# Ацырухс
Ацырухс  (осет. Ацырухс, Уацирохс - буквально «сверхъестественный свет») — персонаж осетинского нартского эпоса, лучезарная дочь Хура (осет.  Солнце) — божества, жившего на небе.

## Мифология
Ацырухс жила в пещерном семиярусном замке под покровительством семи великанов уаигов и была ими воспитана. Ацырухс была третьей женой прославленного нарта Сослана, который отбил её у небесного жениха. Чтобы взять Ацырухс в жёны, Сослан должен был выполнить обязательное условие великанов уаигов добыть обладавшие целебными свойствами листья волшебного Аза-дерева, которое росло в стране мёртвых.

## Источник
- Дзадзиев А. Б., Этнография и мифология осетин, Владикавказ, 1994, стр. 20, ISBN 5-7534-0537-1